# McKinley (hrabstwo Polk)
McKinley – miasto w Stanach Zjednoczonych, w stanie Wisconsin, w hrabstwie Polk.